# 정물이원론

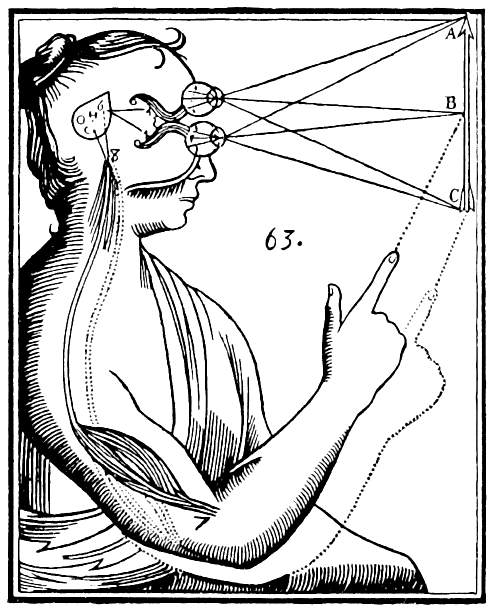
정물이원론에 대한 르네 데카르트의 삽화. 외부의 자극에 대한 정보가 송과선으로 들어가 비물질적인 실체인 영혼과 상호작용한다.

정물이원론(精物二原論)은 정신을 비물질계에 속한 것으로 보는 등 정신과 육체가 별개의 것으로 보는 관점이다. 어느쪽이 주체와 객체인지 등 정신과 물질 사이의 관계에 대한 여러 관점들을 포함하며, 물리주의나 행화주의 등 다른 관점들과는 대조된다.
아리스토텔레스는 영혼에 대한 플라톤의 여러 관점을 공유하며 식물, 동물, 그리고 사람들의 독특한 기능에 상응하는 계층적 정신의 논의를 더욱 정교화하였다. 이 때 제안된 영혼의 계층은 각각 식물, 동물, 그리고 세 가지 모두가 공유하는 성장과 신진대사에 대응되는 영양적 영혼, 사람과 다른 동물들만이 공유하는 고통, 쾌락, 욕망에 대응되는 지각적 영혼, 그리고 이성에 대한 계층이다. 이러한 관점에서 영혼은 생존 가능한 유기체의 동형적 형태이며, 각 단계의 계층이 선행 단계의 실체를 지배하는 형태로 작동한다. 아리스토텔레스의 관점에서 육체에 기초한 처음 두 영혼은 살아있는 유기체가 죽으면 소멸하는 반면, 마지막 지적 부분은 불멸적이고 부분으로 영구적으로 남아있게 된다. 그러나 플라톤에게 영혼은 유기체에 의존하는 형태로 존재하지 않았다. 플라톤은 이런 종류의 영혼들이 윤회한다고 생각했다. 두 명의 사상은 모두 환원주의의 한 형태로 여겨져 왔다.
이원론은 르네 데카르트의 사상과도 밀접하게 연관되어 있다. 데카르트는 정신이 비물리적이고 또한 비공간적 실체라고 주장한다. 데카르트는 의식과 자각으로 정신을 구분했고, 뇌를 지적능력의 본거지로 구분했다. 즉, 오늘날에도 데카르트가 정신과 물질을 분류한 큰 틀을 여전히 사용하고 있는 것이다. 이원론은 다양한 종류의 일원론과도 대조된다. 물질적 이원론은 모든 형태의 유물론과 대조되지만, 성질이원론은 어떤 관점에서는 새로운 유물론 또는 비환원적 유물론의 한 형태로 간주되기도 한다.

## 같이 보기
- 이분설